# Клоуи Грейс Морец
Клоуи Грейс Морец (на английски: Chloë Grace Moretz; /ˈkloʊiː ˈɡreɪs məˈrɛts/) е американска актриса и фотомодел, носителка на две награди „Сатурн“, две награди „Млад актьор“ и награда „Изборът на публиката“ в категория „Любима филмова звезда под 25-годишна възраст“.
Морец започва актьорската си кариера на седемгодишна възраст. Тя е най-известна с ролите си във филмите „Ужасът в Амитивил“ (2005), „500 мига от любовта“ (2009), „Шут в г*за!“ (2010), „Пусни ме вътре“ (2010), „Изобретението на Хюго“ (2011), „Тъмни сенки“ (2012), „Шут в г*за! 2“ (2013), „Закрилникът“ (2014) и „Том и Джери“ (2021).

## Семейство
Клоуи Грейс Морец е родена на 10 февруари 1997 г. в Атланта, Джорджия. Майка ѝ Тери е медицинска сестра, а баща ѝ Маккой Морец е пластичен хирург. Клоуи има четирима по-възрастни братя: Брандън, Тревър, Колин и Итън. Тя описва семейството си като „набожни християни“. Клоуи е от немски, английски и с по-далечни корени от шотландски и уелски произход.
Брат ѝ Тревър помага на Клоуи в репетициите за актьорските ѝ роли, а също я придружава при пътуванията ѝ, и на всичките ѝ пресконференции, когато родителите ѝ не са в състояние да присъстват.
Морец се премества заедно с майка си и брат си Тревър от Картърсвил, Джорджия, в Ню Йорк през 2002 г., след като брат ѝ е приет да учи в местното „Училище за професионални актьори“ (Professional Performing Arts School). Помагайки на брат си да репетира ролите си, Клоуи проявява интерес към актьорската игра и Тревър решава да ѝ покаже някои от актьорските техники, които е научил в училище. След като Клоуи показва голямо увлечение към актьорството, семейството ѝ решава да я запише на прослушвания за различни роли, за да разберат дали може да използва уменията си за професионална актьорска кариера.

## Личен живот
Към 2018 г. Морец излиза с манекена Бруклин Бекъм, който е син на Дейвид Бекъм и Виктория Бекъм.
На Свети Валентин 2023 г. Морец разкрива в Инстаграм профила си, че има връзка с манекенката Кейт Харисън.
За да поддържа ясно разграничение между кариерата и личния си живот, Морец не кани приятелите си на филмовите площадки и на премиерите на филмите, в които участва. Тя казва, че по този начин за нея е по-лесно да се концентрира в работата си и след това да се отпусне с приятелите си когато не снима филми.
Нейни хобита са видеоигрите, ски спортовете и слушането на музика от различни стилове. Тя е запален фен на певицата Риана.
Морец подкрепя гражданските права на ЛГБТ хората. Тя споменава в интервю как братята ѝ, които и двамата са гейове, са били принудени да се подложат на репаративна терапия.

## Кариера
Актьорския дебют на Клоуи Морец е през 2004 г., когато участва в два епизода на американския сериал „Закрилникът“. През 2005 г. прави дебюта си във филм – „Heart of the Beholder“. Също през 2005 г., след участието си във филма „Ужасът в Амитивил“, тя получава и първата си номинация – за награда „Млад актьор“ („Young Artist Award“). След „Амитивил“, Клоуи взима участие в различни телевизионни сериали, както и малка роля във филма „Агент XXL 2“ (2006). Сред най-известните ѝ телевизионни роли са тези на Кики Джордж в сериала „Мръсни секси пари“ и Шери Малтби в „Отчаяни съпруги“. Тя също така озвучава персонаж на име Дарби в американската версия на анимацията „Моите приятели Тигър и Пух“ и взима участие във филма от 2008 г. „The Poker House“, в който си партнира със Селма Блеър и Дженифър Лорънс.
През 2010 г. Клоуи участва във филма „Шут в г*за!“ и получава ласкави оценки от критиката за играта си. За „Шут в г*за!“ Клои тренира в продължение на три месеца бойните сцени с човек от екипа на Джеки Чан. През същата година тя играе дванадесетгодишно момиче вампир във филма „Пусни ме вътре“, който е римейк на шведския филм „Покани ме да вляза“. През 2011 г. за изпълнението си в „Пусни ме вътре“, Клоуи получава награда „Сатурн“, също участва в „Смъртоносните полета на Тексас“ и в номинирания за единадесет „Оскара“ филм на Мартин Скорсезе – „Изобретението на Хюго“.
През 2012 г. Клоуи Мориц взима участие във филма „Тъмни сенки“, режисиран от Тим Бъртън и с участието и на Джони Деп, Мишел Пфайфър, Хелена Бонам Картър и Ева Грийн. Избрана е в актьорския състав за филма „The Drummer“ – биографичен филм за последните шест години от живота на Денис Уилсън, барабанист на групата „Бийч Бойс“. Останалите актьори, участващи в продукцията са Арън Екхарт, Рупърт Гринт и Вера Фармига. През 2013 г. участва във филмите „Шут в г*за! 2“ и „Кери“ – филм по едноименния роман на Стивън Кинг. През 2014 участва в „Мъпетите 2“ и в „Закрилникът“, с участието и на Дензъл Уошингтън.
През 2021 г. играе ролята на Кейла Форестър в игрално-анимационния филм на Уорнър Брос, „Том и Джери“.

## Избрана филмография
- „Закрилникът“ (сериал, 2014)
- „Ужасът в Амитивил“ (2005)
- „Днес ще умреш“ (2005)
- „Моето име е Ърл“ (сериал, 2005)
- „Отчаяни съпруги“ (сериал, 2006 – 2007)
- „Агент XXL 2“ (2006)
- „Новото училище на императора“ (анимационен сериал, 2006)
- „Мръсни секси пари“ (сериал, 2007 – 2008)
- „Моите приятели Тигър и Пух“ (анимационен сериал, 2007 – 2009)
- „Окото“ (2008)
- „Гръм“ (анимация, 2008)
- „(500) мига от любовта“ (2009)
- „Шут в г*за!“ (2010)
- „Джак и бобовото зърно“ (2010)
- „Пусни ме вътре“ (2010)
- „Смъртоносните полета на Тексас“ (2011)
- „Изобретението на Хюго“ (2011)
- „Рокфелер плаза 30“ (сериал, 2011 – 2013)
- „Тъмни сенки“ (2012)
- „Пълен т*шак“ (2013)
- „Шут в г*за! 2“ (2013)
- „Кери“ (2013)
- „Американски татко!“ (анимационен сериал, 2013)
- „Мъпетите 2“ (2014)
- „Малкото голямо момиче“ (2014)
- „Облаците на Силс Мария“ (2014)
- „Ако остана“ (2014)
- „Закрилникът“ (2014)
- „Тъмни места“ (2015)
- „Петата вълна: Ответен удар“ (2016)
- „Да разлаем съседите още веднъж“ (2016)
- „Том и Джери“ (2021)